# Commandaria
Il Commandaria (chiamato anche Commanderia e Coumadarka; in greco κουμανδαρία?, κουμανταρία e in greco cipriota κουμανταρκά) è un vino dolce di colore ambrato prodotto nella regione di Commandaria a Cipro, ai piedi dei monti Troodos. Il Commandaria è ottenuto da uve appassite al sole delle varietà Xynisteri e Mavro. Pur essendo spesso un vino liquoroso, raggiunge spesso attraverso il suo metodo di produzione, livelli alcolici elevati intorno al 15% già prima della fortificazione. Rappresenta un antico tipo di vino documentato a Cipro fin dall'800 a.C. e ha la particolarità di essere il vino più antico al mondo ancora in produzione con il nome Commandaria che risale alle crociate nel XII secolo.

## Storia
Il vino ha una lunga storia. Si dice che risalga ai tempi degli antichi greci, dove era una bevanda popolare nelle feste. Un vino d'uva secca di Cipro fu descritto per la prima volta nell'800 a.C. dal poeta greco Esiodo e fu conosciuto, molto più tardi, come la Manna cipriota.
Durante le crociate, il Commandaria fu servito nel XII secolo al matrimonio del re Riccardo Cuor di Leone con Berengaria di Navarra, nella città di Limassol; fu durante il matrimonio che re Riccardo pronunciò Commandaria "il vino dei re e il re dei vini". Verso la fine del secolo il sovrano vendette l'isola ai Cavalieri Templari, che poi la rivendettero a Guido di Lusignano, ma tennero per sé un vasto feudo a Kolossi, vicino Limassol. Questa tenuta era denominata "La Grande Commanderie ". La parola Commanderie si riferiva al quartier generale militare mentre Grande lo aiutava a distinguerlo da due posti di comando più piccoli sull'isola, uno vicino Paphos (Phoenix) e un altro vicino a Kyrenia (Templos). Questa zona sotto il controllo dei Cavalieri templari (e successivamente dei Cavalieri Ospitalieri) divenne nota come Commandaria. Quando i cavalieri iniziarono a produrre grandi quantità di vino per l'esportazione alle corti reali d'Europa e per rifornire i pellegrini in viaggio verso le terre sante, il vino assunse il nome della regione. Pertanto ha la particolarità di essere il vino più antico del mondo ancora in produzione.
Sebbene oggi sia prodotto e commercializzato con il nome Commandaria, in passato era indicato con diversi nomi e grafie simili. Nel 1863 Thomas George Shaw nel suo libro Wine, the vine, and the cantina si riferisce a questo vino come Commanderi mentre nel 1879 Samuel Baker lo chiama Commanderia. Nel 1833 Cyrus Redding nel suo libro A history and description of modern wines (Storia e descrizione dei vini moderni) fa riferimento al vino del Commandery.
La leggenda narra che nel XIII secolo Filippo Augusto di Francia tenne il primo concorso in assoluto di degustazione di vini. L'evento, targato come La Bataille des vins (La Battaglia dei vini), fu documentato in un noto poema francese scritto da Henry d'Andeli nel 1224. Il concorso, che comprendeva vini provenienti da tutta Europa e dalla Francia, fu vinto da un vino dolce di Cipro da alcuni ritenuto il Commandaria.  La stessa regione della Commandaria cadde sotto il controllo del suo discendente Filippo IV nel 1307, dopo la soppressione dei Cavalieri templari.
Un'altra leggenda narra che il sultano ottomano Selim II invase l'isola proprio per acquisire il Commandaria; inoltre le uve utilizzate per fare questo vino erano le stesse uve esportate in Portogallo che alla fine divennero famose come la fonte del vino Porto.

## Produzione

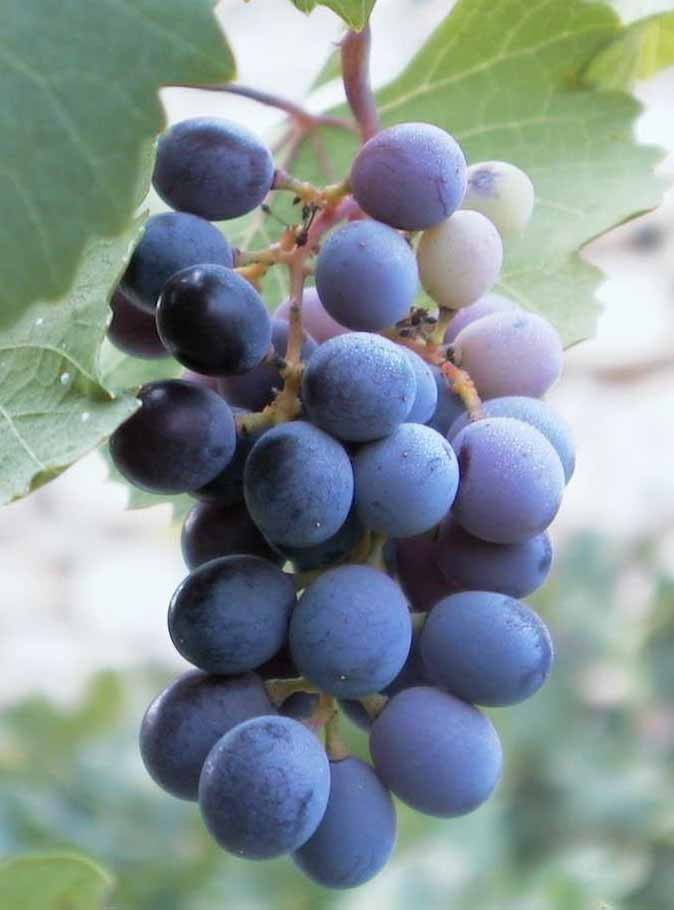
Uve Mavro utilizzate nella produzione di Commandaria.

Il Commandaria è ottenuto esclusivamente da due tipi di uve autoctone di Cipro: Xynisteri e Mavro. Le uve vengono lasciate sovrammaturare e quando il tenore zuccherino raggiunge livelli accettabili (corrispondenti ad un elevato peso del mosto) vengono raccolte. Nello specifico, il Xynisteri viene raccolto intorno ai 12 gradi baumé (°Bé) e il Mavro a 15-16 °Bé. Le uve vengono quindi stese al sole per aumentare ulteriormente la densità zuccherina attraverso l'evaporazione. Quando il peso del mosto raggiunge i 19-23 °Bé, il mosto viene estratto mediante pigiatura e pressatura. La fermentazione avviene in serbatoi e si arresta in via naturale a causa degli alti livelli di alcol raggiunti intorno al 15%. Il processo di cui sopra deve aver luogo entro i confini di 14 villaggi designati che si trovano nella regione di Commandaria (vedi sotto). Il Commandaria, per legge, viene invecchiato per almeno due anni in botti di quercia, ma ciò può avvenire anche al di fuori dell'area sopra designata all'interno di Cipro, sotto stretto controllo e alle condizioni stabilite dalla legislazione cipriota.
Una volta completata la fermentazione, ad una gradazione alcolica minima del 10% (che spesso viene superata), la gradazione alcolica del Commandaria può essere aumentata con l'aggiunta di alcol d'uva puro al 95% o di un distillato di vino di almeno il 70% di alcol ad un minimo del 15% di alcol. Tuttavia, dopo questa aggiunta, il contenuto alcolico effettivo del vino non può superare il 20%, mentre il suo potenziale alcolico totale (compreso il contenuto zuccherino) deve essere almeno del 22,5%. Pertanto, il Commandaria può essere un vino fortificato, ma la fortificazione non è obbligatoria.

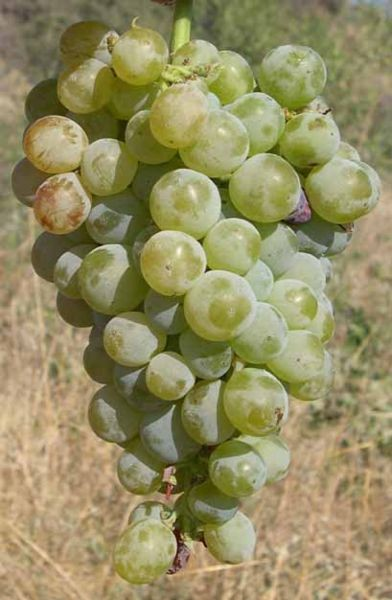
Uva Xynisteri

Le origini del metodo di produzione non sono definite. Nella suo poema Le opere e i giorni, scritta nel VII secolo a.C., Esiodo scrive:
(Esiodo, Le opere e i giorni)
Plinio il Vecchio descrive metodi simili utilizzati dai Greci per fare i vini dolci:
Nel suo racconto Samuel Baker descrive la produzione nel 1879:
Afferma che l'evoluzione di questo metodo sia stata più per necessità che per scelta:
 
Il Commandaria è prodotto dalle grandi industrie vinicole (KEO, ETKO, LOEL e SODAP) e da alcuni piccoli produttori locali della zona di denominazione Commandaria (vedi sotto). Oggigiorno molte altre cantine moderne producono un Commandaria di alta qualità (Oenou Yi, Tsiakas, Kyperounda ecc.).
I dati registrati da Samuel Baker nel suo libro Cyprus - How I saw it in 1879 (Cipro - Come l'ho visto nel 1879) rivelano che alla fine del XIX secolo Cipro aveva una produzione annua di circa 300.000 occa, equivalenti a circa 385.000 litri (i dati riflettono solo la produzione assoggettata ai dazi). Di questi, Cipro esportava 180.103 occa dal porto di Limassol, di cui la stragrande maggioranza andava in Austria (155.000 occa del valore di 2.075 sterline britanniche).
I dati ufficiali diffusi dalla Commissione sui prodotti dei Vini di Cipro mostrano una tendenza generale all'aumento dei volumi prodotti. Gran parte della produzione del Commandaria è ancora destinata all'esportazione.
| Anno                                                    | 1878    | 1879    | 2001    | 2002    | 2003    | 2004    | 2005    |
| Produzione totale (in chilogrammi di grappe processate) | 150.000 | 385.000 | 253.495 | 155.925 | 209.250 | 564.179 | 449.290 |
| Esportazioni totali (in litri)                          | 200.000 |         | 228.369 | 210.953 | 189.384 | 189.236 | 82.728  |

## Autenticazione

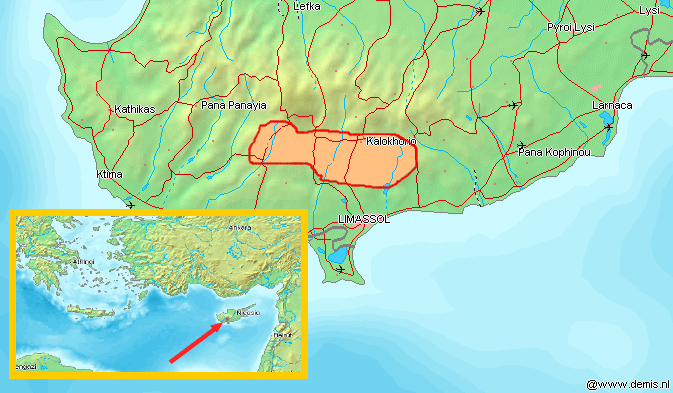
Mappa di Cipro sud-occidentale che delinea la regione di Commandaria

Attualmente il Commandaria detiene una denominazione di origine protetta (DOP) all'interno dell'Unione Europea, degli Stati Uniti e del Canada. Per la legislazione cipriota del 2 marzo 1990, è prodotto solo in un gruppo di 14 villaggi vicini: Agios Georgios, Agios Konstantinos, Agios Mamas, Agios Pavlos, Apsiou, Gerasa, Doros, Zoopigi, Kalo Chorio, Kapilio, Laneia, Louvaras, Monagri e Silikou.
L'area designata ha assunto il nome di Regione di Commandaria e si trova sulle pendici meridionali dei Monti Troödos ad un'altitudine di 500-900 m all'interno del Distretto di Limassol. Sono ammesse solo le uve provenienti da vigneti piantati da almeno 4 anni. L'allevamento della vite deve seguire il metodo del calice ed è vietata l'irrigazione. La vendemmia può iniziare solo dopo che la commissione per i prodotti vitivinicoli di Cipro ha dato il via libera, in base al contenuto medio zuccherino delle uve. L'uva Xinisteri deve dimostrare un contenuto zuccherino di 212 g/L mentre il Mavro può qualificarsi solo con una lettura di 258 g/L e oltre. La concentrazione zuccherina viene quindi aumentata ponendo le uve al sole, solitamente per 7-10 giorni, fino a una stretta finestra di 390-450 g/L.